# يحيى الحمادي
يحيى الحمادي (و. 1985- ) شاعر يمني، وعضو اتحاد الأدباء والكتاب اليمنيين.

## أهم أعماله
(عام الخِيَام) 2011م
(رغوة الجمر) 2012م (فائز بجائزة المقالح للإبداع الأدبي 2012, دار عبادي)
(حادي الربيع) 2013م
(الخروج الثاني من الجنة) 2014 م
(الخروج الثاني من الجنة) 2014م.
(اليمن السعير) (2019م).
(نحتٌ في الدخان) 2020م)

## الجوائز
• جائزة المقالح للإبداع الأدبي 2012 م
• جائزة رئيس الجمهورية للشعر للعام 2013 م
• المركز الأول في البرنامج التلفزيوني الشعري «صدى القوافي» الذي بث على الفضائية اليمنية 2014 م

## مشاركات
مثّل اليمن في كل من:
- مهرجان العيون للشعر العالمي 2016 المغرب
- مهرجان الشارقة للشعر العربي 2016 الإمارات[2]
- مهرجان جرش للفنون والآداب 2018 الأردن[3]
- مهرجان حكاية الطين 2019 سلطنة عمان